# Колачковиці (Великопольське воєводство)
Колачковиці (пол. Kołaczkowice) — село в Польщі, у гміні Мейська Ґурка Равицького повіту Великопольського воєводства.
Населення — 306 осіб (2011).
У 1975-1998 роках село належало до Лешненського воєводства.

## Демографія
Демографічна структура станом на 31 березня 2011 року:
|          | Загалом | Допрацездатний вік | Працездатний вік | Постпрацездатний вік |
| -------- | ------- | ------------------ | ---------------- | -------------------- |
| Чоловіки | 156     | 36                 | 109              | 11                   |
| Жінки    | 150     | 31                 | 90               | 29                   |
| Разом    | 306     | 67                 | 199              | 40                   |